# Чидово
Чидово (вепс. Čidoi) — деревня в Алёховщинском сельском поселении Лодейнопольского района Ленинградской области.

## История
В конце XIX — начале XX века деревня административно относилась к Красноборской волости 2-го стана 2-го земского участка Тихвинского уезда Новгородской губернии.

ЧИДОВО — деревня Ольховского сельского общества, число дворов — 7, число домов — 7, число жителей: 16 м. п., 11 ж. п.; 

Занятие жителей — земледелие, лесные промыслы. Река Капша. Земская школа. (1910 год)

Согласно карте Ленинградской области Северо-западного аэрогеодезического треста ГГУ издания 1932 года деревня насчитывала 4 крестьянских двора.
По данным 1933 года деревня Чидово входила в состав Ольховского сельсовета Оятского района.

Деревня Чидово на карте РККА 1940 года

Согласно карте РККА 1940 года деревня называлась Большой Двор.
По данным 1966 года деревня Чидово также входила в состав Ольховского сельсовета.
По данным 1973 и 1990 годов деревня Чидово входила в состав Ребовического сельсовета.
В 1997 году в деревне Чидово Тервенической волости проживали 32 человека, в 2002 году — 20 человек (все русские).
В 2007 году в деревне Чидово Алёховщинского СП проживали 14 человек, в 2010 году — 15, в 2014 году — 9 человек.

## География
Деревня расположена в юго-восточной части района на автодороге 41К-240 (Тервеничи — Ребовичи). 
Расстояние до административного центра поселения — 37 км. Расстояние до районного центра — 87 км.
Расстояние до ближайшей железнодорожной станции Лодейное Поле — 87 км.
Деревня находится на правом берегу реки Капша.

## Демография
| 1910 | 1997 | 2007 | 2010 | 2014 | 2015 | 2016 |
| ---- | ---- | ---- | ---- | ---- | ---- | ---- |
| 27   | ↗32  | ↘14  | ↗15  | ↘9   | ↘8   | ↘7   |
| 2017 |      |      |      |      |      |      |
| →7   |      |      |      |      |      |      |

### Национальный состав
Согласно данным Всероссийской переписи населения 2021 года в деревне проживали 5 человек, все русские.

## Инфраструктура
На 1 января 2014 года в деревне было зарегистрировано: хозяйств — 8, частных жилых домов — 31
На 1 января 2015 года в деревне зарегистрировано: хозяйств — 7, жителей — 8.